# (5856) Peluk
(5856) Peluk est un astéroïde de la ceinture principale.

## Description
(5856) Peluk est un astéroïde de la ceinture principale. Il fut découvert le 5 janvier 1994 à Kushiro par Seiji Ueda et Hiroshi Kaneda. Il présente une orbite caractérisée par un demi-grand axe de 2,60 UA, une excentricité de 0,11 et une inclinaison de 16,0° par rapport à l'écliptique.

## Compléments